# Stina Åkesson
Stina Karin Åkesson, född 5 februari 1923 i Lilla Harrie i Kävlinge kommun, död 7 september 2013 i Linköping, var en svensk tecknare, tecknings- och slöjdlärare.
Hon var gift med Gunnar A. Åkesson. Hon var verksam som tecknings- och slöjdlärare och vid sidan av sitt arbete utövade hon teckning som en konstform. Hon medverkade i Nationalmuseums utställning Unga tecknare och i samlingsutställningar arrangerade av Östgöta konstförening. Åkesson är gravsatt i minneslunden på Västra griftegården i Linköping.  